# Beatriz de Borgoña
Beatriz de Borgoña (Dole, 26 de enero de 1143 - 15 de noviembre de 1184) era la única hija de Reinaldo III de Borgoña y Ágata de Lorena. Fue la segunda mujer de Federico I Barbarroja. Sus abuelos maternos fueron Simón I de Lorena y su esposa Adelaida. Beatriz era muy activa en la corte de Hohenstaufen, animando a la creación de trabajos literarios e ideales caballerescos. Acompañaba a su marido en sus viajes y campañas a través de su reino, y se sabe que, durante su unión,  Beatriz de Borgoña influyó mucho en los asuntos políticos de su esposo Federico Barbarroja.

## Matrimonio
Beatriz y Federico se casaron el 9 de junio de 1156 en Wurzburgo. Con este matrimonio, Federico obtuvo el control del condado de Borgoña.

### Descendencia
- Sofía (c.1161 -1187), casada con el Margrave Guillermo VI de Montferrato.
- Federico V de Suabia (1164-1170)
- Enrique VI del Sacro Imperio Romano Germánico (1165-1197)
- Federico VI de Suabia (1167-1191)
- Otón I de Borgoña (1170-asesinado en 1200)
- Conrado II de Suabia y Rothenburg (1173-asesinado en 1196)
- Felipe de Suabia (1177-asesinado en 1208), rey de Alemania en 1198
- Beatriz de Hohenstaufen (1162-1174). Estuvo prometida a Guillermo II de Sicilia pero murió antes de casarse.
- Inés de Hohenstaufen (fallecida en octubre de 1184). Estuvo prometida a Emerico de Hungría, pero murió antes de casarse.

## Beatriz de Borgoña en la literatura
Una descripción literaria de Beatriz de Borgoña, esposa de Federico I de Barbarroja, se encuentra en la novela Baudolino de Umberto Eco.Nació en el año 114 el día 15 de noviembre